# Tomas Pačėsas

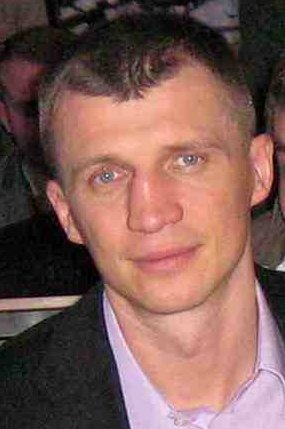

Tomas Pačėsas, född 11 november 1971 i Alytus, Litauen, är en litauisk basketspelare som tog OS-brons 1996 i Atlanta. Detta var Litauens andra bronsmedalj i rad i herrarnas turnering i basket vid olympiska sommarspelen. Sedan 2007 är han coach för laget Asseco Prokom Gdynia.